# Златисто лабео
Златисто лабео (Labeo cylindricus) е вид лъчеперка от семейство Шаранови (Cyprinidae). Видът не е застрашен от изчезване.

## Разпространение и местообитание
Разпространен е в Ангола, Ботсвана, Бурунди, Демократична република Конго, Етиопия, Замбия, Зимбабве, Кения, Малави, Мозамбик, Намибия, Свазиленд, Танзания и Южна Африка (Гаутенг, Квазулу-Натал, Лимпопо и Мпумаланга).
Обитава сладководни басейни, реки и потоци. Среща се на дълбочина около 30 m.

## Описание
На дължина достигат до 25 cm, а теглото им е максимум 900 g.